# Guillaume du Bellay
Pour les articles homonymes, voir Famille Du Bellay.
Guillaume du Bellay, seigneur de Langey (souvent appelé Guillaume de Langey, du Bellay-Langey ou plus simplement Langey, pour le distinguer des autres membres connus de sa famille), né en 1491 au château de Glatigny près de Souday, dans le Perche, mort le 9 janvier 1543, Saint-Symphorien-de-Lay, est un humaniste français, homme de guerre et diplomate, auteur de poèmes néolatins, de nombreuses lettres et de textes politiques latins et français. Il est surtout connu pour son œuvre d'historien : les Ogdoades, en partie perdues, et en partie publiées après sa mort dans les Mémoires de son cadet Martin du Bellay.

## Biographie
Fils de Louis du Bellay et de Marguerite de La Tour-Landry, Guillaume du Bellay-Langey est l'aîné d'une fratrie nombreuse parmi lesquels on peut retenir Jean du Bellay (futur cardinal), et de Martin du Bellay (futur capitaine et mémorialiste), ainsi que René Du Bellay (futur évêque). Leur père, qui mise sur l'instruction de ses enfants pour assurer leur avenir, lui fait donner une excellente éducation. Son talent précoce pour les lettres se traduit par la publication d'un recueil de poésies néolatines, la Peregrinatio humana (1509) suivi d'une épître d'éloge signée de son maître, l'humaniste Denis Lefèvre.
Il fait son apprentissage des armes dans les campagnes militaires de François Ier, qui le conduisent en Italie et dans les Ardennes. Il est fait prisonnier, comme le roi lui-même, lors de la défaite de Pavie (1525). Il aurait tenté de faire évader le roi, et assuré la liaison entre le roi et sa mère Louise de Savoie ainsi que Marguerite, duchesse d'Alençon (la future Marguerite de Navarre) et sœur du roi, dont il est l'un des fidèles.
Sa carrière devient brillante, comme celle de son cadet Jean du Bellay, à compter de la seconde moitié des années 1520 ; l'influence de la fratrie à la Cour devient sensible, et ils sont tous deux parmi les plus grands protecteurs des humanistes, notamment Rabelais qui se met au service de l'un et de l'autre, ou Étienne Dolet. Mais les Du Bellay bénéficient également de protections puissantes, celle de Marguerite de Navarre ou encore celle d'Anne de Montmorency.
Langey se marie en 1531 à Anne de Créquy, dame de Pontdormi, fille d'Antoine de Créquy (sire de Pont-Remy, près d'Abbeville, capitaine de François Ier mort au siège d'Hesdin en 1521) et de Jeanne de Saveuse. Ils n'ont aucune descendance connue.
Sur le terrain diplomatique, il se fait remarquer par ses ambassades en Italie auprès de Clément VII, puis en Angleterre auprès d'Henri VIII, notamment dans la crise de son premier divorce, ainsi qu'en Allemagne où il est en relation avec les milieux réformés (Philippe Mélanchthon, Johannes Sturm) et les princes d'Empire, agissant, pour le compte de François Ier, pour attiser les tensions entre les princes et le pouvoir des Habsbourg ; il publie pour cela de nombreux pamphlets. Ses services à la couronne lui valent d'être fait chevalier de l'ordre de Saint-Michel.

Gouverneur de Turin en 1537, Langey est ensuite lieutenant général par intérim du Piémont. Il s'y oppose aux impériaux, fortifiant notamment Turin, mais poursuit par ailleurs des objectifs culturels en s'entourant de lettrés. Il se taille une réputation de réformateur militaire et de spécialiste du renseignement, s'attirant semble-t-il les louanges mêmes de son adversaire, le marquis del Vasto. Brantôme se fait l'écho de la célébrité de Langey pour avoir entretenu un excellent réseau d'espions pour le compte du roi :  

« Entre grands points de capitaine, qu'avoit M. de Langey, c'est qu'il dépensoit fort en espions.... En quoi j'ay ouï conter, qu'estant en Piémont, il mandoit et envoyoit au roy avertissement de ce qui se fesoit ou devoit faire vers la Picardie ou la Flandre ; si que le roy qui en estoit voisin et plus près n'en savoit rien ; et puis après en venant savoir le vray s'ébahissoit, comment il pouvoit découvrir ces secrets. »

À cette réputation de Langey sont associés bien d'autres propos, souvent invérifiables, incessamment repris par les historiens et biographes du XIXe siècle jusqu'au XXe :

« Il ne sçait ni quand le roy se lève, ni quand il se couche ; mais il sçait bien où sont les ennemis : il se couvre et s'assied devant François Ier ; quand il a chaud, il oste sa fraise et se met en veste. »

Cette citation est évidemment fausse, la fraise n'ayant été à la mode que dans la seconde moitié du XVIe siècle.

## Mort précoce et hommages
Affaibli par la maladie, sans doute la goutte, à la fin de l'an 1542, il part du Piémont, en litière, pour rejoindre la Cour du roi ; mais sur la route de Turin à Paris, entre Lyon et Roanne, il fait halte au bourg de Saint-Saphorin (aujourd'hui Saint-Symphorien-de-Lay), où il meurt le 9 janvier 1543.
Rabelais, son médecin personnel et son homme de confiance, a assisté aux derniers instants de Langey, qu'il commente dans le Tiers Livre : 

« […] seulement vous veulx ramentevoir le docte et preux chevalier Guillaume du Bellay, seigneur jadis de Langey, lequel on mont de Tarare mourut le 10. de Janvier l’an de son aage le climatere et de nostre supputation l’an 1543 en compte Romanicque. Les troys et quatre heures avant son decès il employa en parolles vigoureuses, en sens tranquil et serain : nous praedisant ce que depuys part avons veu part attendons advenir. Combien que pour lors nous semblassent ces propheties aulcunement abhorrentes et estranges, par ne nous apparaoistre cause ne signe aulcun praesant pronostic de ce qu’il praedisoit. »

Rabelais, Tiers Livre, éd. Jean Céard, dans Les Cinq Livres, Paris, Librairie générale française, 1994, p. 677.

Ainsi que dans le Quart Livre, par les voix de Pantagruel et d'Epistemon :

« Ainsi est il de ces ames nobles et insignes. Tout le temps qu’elles habitent leurs corps, est leur demeure pacificque, utile, delectable, honorable : sus l’heure de leur discession, communement adviennent par les isles et continent grans troublemens en l’air, tenebres, fouldres, gresles : en terre, concussions, tremblemens, estonnemens [coups de foudre] : en mer, fortunal et tempeste, avecques lamentations des peuples, mutations des religions, transpors des Royaulmes, et eversions des Republicques.
– Nous (dist Epistemon) en avons naguieres veu l’experience on decés du preux et docte chevalier Guillaume du Bellay, lequel vivant, France estoit en telle felicité que tout le monde avoit sus elle envie, tout le monde se y rallioit, tout le monde la redoubtoit. Soudain après son trespas, elle a esté en mespris de tout le monde bien longuement. »

Rabelais, Quart Livre, éd. Gérard Defaux dans Les Cinq Livres, Paris, LGF, p. 1025.
Au chapitre suivant, Epistemon raconte en détail la mort de Guillaume Du Bellay :

– Il m’en souvient (dist Epistemon) et encores me frissonne et tremble le cœur dedans sa capsule, quand je pense es prodiges tant divers et horrificques lesquelz veismes apertement cinq et six jours avant son depart. De mode que les seigneurs de Assier, Chemant, Mailly le borgne, Saint Ayl, Villeneufve la Guyart, maistre Gabriel medicin de Savillan, Rabelays, Cohuau, Massuau, Maiorici, Bullou, Cercu dict Bourguemaistre, François Proust, Ferron, Charles Girad, François Bourré, et tant d’aultres amis, domesticques et serviteurs du deffunct, tous effrayez, se reguardoient les uns les aultres en silence, sans mot dire de bouche, mais bien tous pensans et prevoyans en leurs entendemens que de brief seroit France privée d’un tant perfaict et necessaire chevalier sa gloire et protection, et que les cieulx le repetoient comme à eulx deu par propriété naturelle.
Quart Livre, éd. citée, p. 1029‑1031.
Par l'insertion de ses souvenirs personnels, reconfigurés comme un épisode romanesque et comme moment de la vie des compagnons de Pantagruel, Rabelais donne une importance exceptionnelle à la mort de son protecteur.
Guillaume du Bellay a été célébré par ses contemporains, pour s'être illustré aussi bien dans la république des lettres que dans les armes, dès son vivant et, plus encore, après sa mort. La Croix du Maine cite cette épitaphe :
Cy gist Langei, qui de plume et d'espee
A surpassé Cicéron et Pompée.
La suivante est de Joachim du Bellay :
Hic situs est Langaeus. Ultra nil quaere, viator,
Nil melius dici, ni potuit brevius.
Brantôme la traduit ainsi :  « Passant, icy gist le seigneur de Langeay. Passez outre, et ne vous enquerez d’advantage ; car rien de plus grand ne se peut dire, ny rien aussi plus brief. »

La poésie de Joachim Du Bellay, dont le père était cousin de Guillaume et de son protecteur Jean (qu'il accompagna à Rome), est par ailleurs marquée par la mémoire de Langey, devenu légende familiale, dont Joachim raconte dans un sonnet avoir vu le spectre lors d'une halte dans l'auberge où Guillaume a trouvé la mort (le relais de la Tête-Noire, encore visible aujourd'hui).

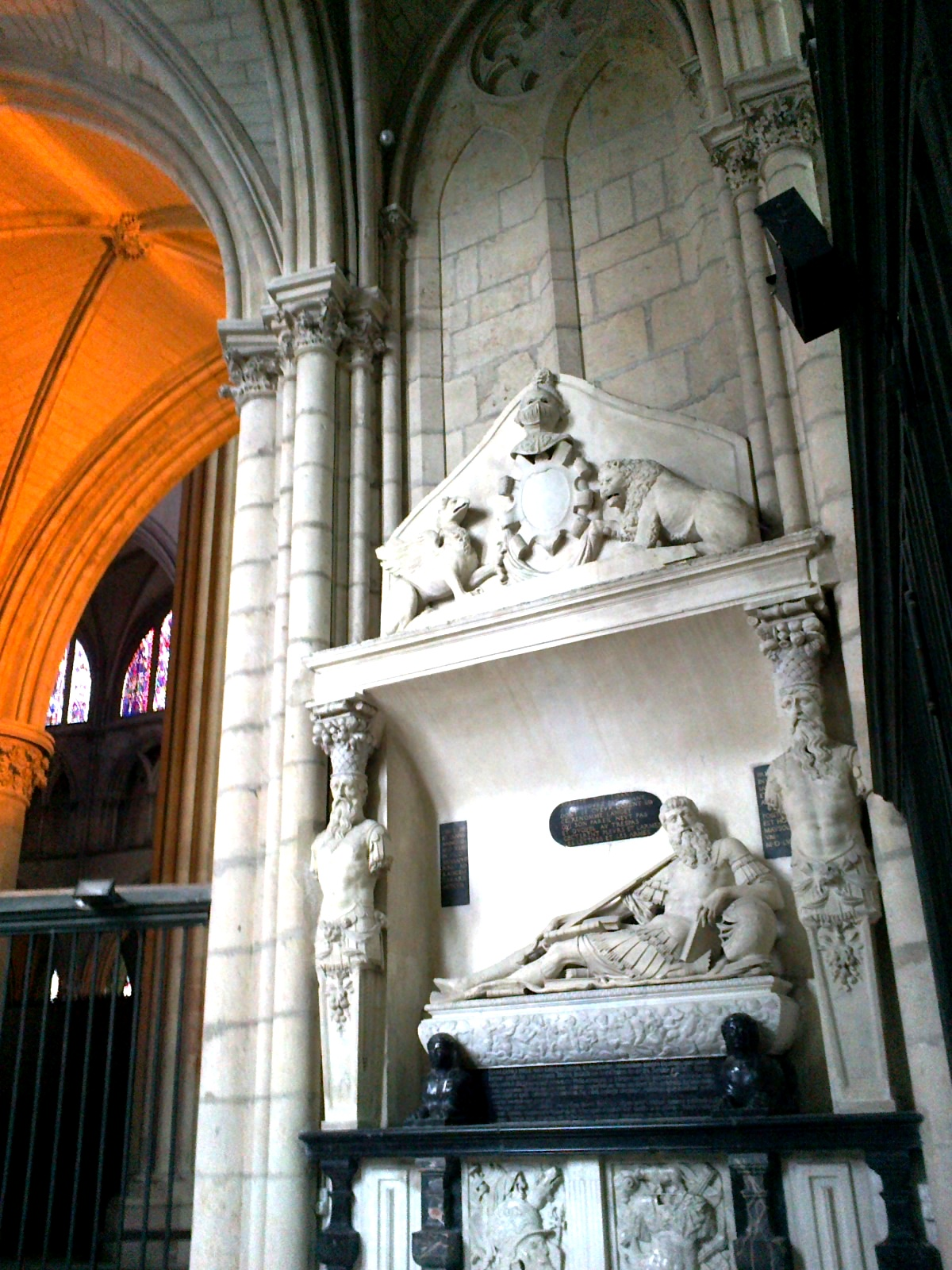
Tombeau, dans la cathédrale du Mans.

Jean, Martin et René du Bellay, ses frères, lui firent élever un mausolée dans l'église cathédrale du Mans.

## Publications
Pour les ouvrages qui lui sont attribués (dont on trouve des listes chez La Croix du Maine et Antoine du Verdier, et plus tard dans la Bibliothèque chartraine de Dom Liron), on peut citer les principaux titres :
1. Guillelmi Du Bellay Peregrinatio humana. Item de beatissimae virginis Mariae nativitate elegia. De dominica annunciatione sapphicum carmen. De sancto Bertrando sapphicum carmen. De capessenda virtute sapphicum carmen. De venere et avaricia asclepiadȩum carmen. Ad sanctam Genovefam ode dicolos distrophos, Paris, Nicolas Des Prez, Gilles de Gourmont, 1509[2].
2. Instructions sur le fait de la guerre, Paris, 1548, in-fol. Cet ouvrage est publié sans nom d'auteur, mais l'éditeur l'attribue à Guillaume Du Bellay. Il fut ensuite attribué à Raymond de Fourquevaux avant d'être considéré, par certains critiques des XXe et XXIe siècles, comme une œuvre collective[8]. L'ouvrage reprend les principes exposés par Machiavel dans L'Art de la guerre (1521) – sans toutefois mentionner sa source. L'élaboration de cet ouvrage est sans doute contemporaine de celle de l'ouvrage perdu de Rabelais, les Stratagemata qu'il aurait écrits en latin, chantant les louanges des "ruses de guerre" de Langey ; Claude Massuau aurait traduit en français ce texte qui fut, selon de très rares témoignages, publié à Lyon chez Sébastien Gryphe, vers 1542[8].
3. Epitome de l'antiquité des Gaules et de France, suivi de quelques opuscules du même auteur, 1556, in-4°[9], réimprimé en 1587[10]. L'ouvrage est divisé en 4 livres. II fait descendre les Gaulois de Samothès, fils aîné de Japhet ; et les Français, du mélange des Troyens échappés de la ruine de Troie, et des Gaulois qui avaient été au secours de cette ville. Dans cette édition, l'Epitome est précédé d'un colossal Prologue qui devait introduire au chef-d'œuvre historique de Langey, les Ogdoades. Ces textes sont suivis de textes pamphlétaires composés par Langey pour les besoins de la défense de la politique de François Ier contre Charles Quint.
4. Langey avait intitulé son ouvrage les Ogdoades (Huitaines) ; il l'avait d'abord composé en latin, puis le traduisit en français, par ordre du roi. Il avait fait ses divisions de huit en huit livres (précédés d'une ogdoade préliminaire dont il ne reste que l'Epitome) ; d'où ce titre d'Ogdoades. Une très petite partie de cet ouvrage a été publiée, en raison du vol d'une partie des papiers de Langey peu de temps après sa mort. Après la publication en 1556 de l'Epitome (abrégé) de l'ogdoade préliminaire ainsi que du Prologue des Ogdoades, le reste des fragments français furent repris par le cadet de Langey, Martin du Bellay, pour être insérés dans ses propres Mémoires. Ceux-ci ne furent publiés qu'après la mort de Martin, sur l'ordre de son gendre et Héritier René du Bellay, baron de la Lande, dans une édition très soignée établie par des érudits qui possédaient des manuscrits originaux de Langey, tels Henri de Mesmes et peut-être Guillaume Cappel[11] : Les Mémoires de Mess. Martin Du Bellay [...] contenans le discours de plusieurs choses advenues au royaume de France depuis l’an 1513 jusques au trespas du roy François Ier, ausquels l’autheur a inséré trois livres et quelques fragmens des Ogdoades de Mess. Guillaume Du Bellay [...]. Œuvre mis nouvellement en lumière [...] par Mess. René Du Bellay, Paris, Pierre L'Huillier, 1569. Ces Mémoires connurent un vif succès : ils furent imprimés plusieurs fois à la fin du XVIe siècle, en 1569, 1572, 1582, 1585, 1588, in-fol. ; 1570, 1573, 1586, in-8°, etc[12]. Oubliés à l'âge classique, ils furent réimprimés ensuite dans les grandes collections de Mémoires pour servir à l'histoire de France, avec ceux du maréchal de Florange (Fleuranges), et le Journal de Louise de Savoie (Paris, 1735, 7 vol. in-12, éd. par l'abbé Lambert qui a fait des notes historiques et critiques, des corrections dans le style et quelques altérations). Ils furent encore réimprimés au XIXe siècle dans la coll. Petitot et la coll. Michaud, avant de faire l'objet d'une édition scientifique établie par Victor-Louis Bourrilly et F. Vindry. Enfin, le Prologue des Ogdoades fait l'objet d'une nouvelle édition scientifique dans la thèse de Lionel Piettre (2017, publiée en 2022)[11].
5. Les fragments les plus anciens des Ogdoades, en latin, sont restés à l'état manuscrit et n'ont pas été publiés avant le XIXe siècle. Ils ont fait l'objet d'une édition partielle par  Victor-Louis Bourrilly : Fragments de la première Ogdoade, Paris, Société nouvelle de librairie et d’édition, 1905[13].

Dans ses Ogdoades, Langey poursuit son œuvre de polémiste au service du roi en se montrant nettement partisan de François Ier contre Charles Quint. Son continuateur Martin n'est pas moins partisan dans ses Mémoires, dans un tout autre contexte cependant, puisqu'il écrit après la mort du roi, et sans être la plume du monarque comme le fut son aîné. Dans une note de lecture aux Mémoires qu'il reproduit à la fin du chapitre "Des Livres", Montaigne écrit à ce sujet :

« Sur les memoires de monsieur [Martin] du Bellay : C'est tousjours plaisir de voir les choses escrites par ceux, qui ont essayé comme il faut les conduire : mais il ne se peut nier qu'il ne se découvre evidemment en ces deux seigneurs icy [Guillaume et Martin] un grand dechet de la franchise et liberté d'escrire, qui reluit ès anciens de leur sorte : comme au Sire de Jouinville [Joinville] domestique de S. Loys [saint Louis], Éginard Chancelier de Charlemaigne, et de plus fresche memoire en Philippe de Comines. C'est icy plustost un plaidoyer pour le Roy François, contre l'Empereur Charles cinquiesme, qu'une histoire. Je ne veux pas croire, qu'ils ayent rien changé, quant au gros du fait, mais de contourner le jugement des evenemens souvent contre raison, à notre avantage, et d'obmettre tout ce qu'il y a de chatouilleux [délicat] en la vie de leur maistre, ils en font métier : tesmoing les reculemens de messieurs de Montmorency et de Brion, qui y sont oubliez, voire le seul nom de madame d'Estampes, ne s'y trouve point. On peut couvrir les actions secrettes, mais de taire ce que tout le monde sçait, et les choses qui ont eu des effects publiques et de telle consequence, c'est un defaut inexcusable. Somme pour avoir l'entiere connoissance du Roy François, et des choses advenues de son temps, qu'on s'adresse ailleurs, si on m'en croit : Ce qu'on peut faire icy de profit, c'est par la deduction particuliere [récit] des batailles et exploits [actions] de guerre, où ces gentils-hommes se sont trouvez : quelques paroles et actions privées d'aucuns [de quelques] Princes de leur temps, et les pratiques et negociations conduites par le Seigneur de Langeay, où il y a tout plein de choses dignes d'estre sceues, et des discours non vulgaires. »Montaigne, Les Essais, II, 10, Paris, Gallimard, 1994, p. 441

Montaigne exprime ainsi le regret de n'avoir pu lire dans les Mémoires des deux frères une vie de François Ier (on connaît par ailleurs la passion de l'auteur pour les Vies de Plutarque), où le souverain se serait "communiqué" à ses favoris, dans une relation de conseil familier semblable à celle qui liait Commynes et Louis XI. L'auteur des Essais s'est cependant intéressé également à la méthode historique de Guillaume du Bellay, et à l'importance que prend sous sa plume, mais aussi sous celle de Martin, les stratagèmes guerriers et diplomatiques (les "pratiques et négociations" de Guillaume), qui font écho à la critique montaignienne du machiavélisme et, plus largement, à l'exaltation par l'essayiste d'une éthique de la franchise et de la bonne foi, pour le moins éloignée de la culture politique d'un Guillaume du Bellay, sans doute l'un des premiers lecteurs et "passeurs" de Machiavel en France.

## Sources
- Victor-Louis Bourrilly, Guillaume du Bellay, seigneur de Langey, 1491-1543, Paris, Société nouvelle de librairie et d’édition, 1905 .
- Richard Cooper, Litteræ in tempore belli : études sur les relations littéraires italo-françaises pendant les guerres d’Italie, Genève, Droz, 1997.
- Denis Crouzet, Rosanna Gorris Camos et Loris Petris (dir.), Les Frères Du Bellay et l’Europe : politique et culture à la Renaissance, Genève, Droz, 2025.
- Carine Roudière-Sébastien, « Transmission patrimoniale des écrits historiques de Guillaume Du Bellay, des premiers manuscrits aux éditions du xxie siècle », Line@editoriale, no 12, 2020 .
- Lionel Piettre, « Guillaume du Bellay polumètis ». L’Année rabelaisienne, no 6, 2022, p. 373-392.
- Lionel Piettre, L'Ombre de Guillaume Du Bellay sur la pensée historique de la Renaissance, Genève, Droz, 2022 .
- Lionel Piettre, « Les morts parallèles de Guillaume Du Bellay et Étienne de La Boétie », dans L’Art entre deuil et résistance. Mélancolies engagées., éd. Anne Teulade, Paris, Classiques Garnier, 2023, p. 113‑132 .
- Lionel Piettre, « Images enfumées et trophées de Miltiade : la fonction familiale de la poésie de Joachim Du Bellay », dans Joachim Du Bellay, poète bifrons, dir. Adeline Lionetto et François Rouget, Genève, Droz, 2023, p. 259‑278 .